# アリベルト・レーマン
アリベルト・セミョーノヴィチ・レーマン（ロシア語: Альберт Семёнович Леман, ラテン文字転写: Al'bert Semionovich Leman または Albert Lehman(n), 1915年8月7日 – 1998年12月3日）は、ソビエト連邦の作曲家。

## 経歴
1915年にヴォルガ・ドイツ人の家庭に生まれる。彼の先祖は1766年にドイツからロシアへやって来ている。14～15歳でアストラハン音楽学校で学び始める。1934年にレニングラード音楽院に入学し、ミハイル・グネーシンに師事した。1936年からは同学院でピアノをナデージナ・ゴルボフスカヤ(Голубовская Надежда Иосифовна)とヴラディミール・ニリセン(Нильсен Владимир Владимирович)のクラスで学ぶ。また、管弦楽作曲法をドミートリイ・ショスタコーヴィチの元で学んだ。
ドイツ系民族だったために、ソヴィエト政府によって強制的にレニングラードを追われてカザン行きを余儀なくされた。1945年から1970年までカザン音楽院の教授に就任した。1969年から1971年までペトロザヴォーツク音楽院にも勤め、1971年から1997年まではモスクワ音楽院作曲科で主任教授としての役割も果たしている。
レーマンは、グネーシンが旧師ニコライ・リムスキー＝コルサコフから受け継いだ音楽教育の習慣を、自らも引き継いで独自に体系化した。19世紀ロシア作曲界の教育の伝統を現代化して21世紀に受け渡し、逸材を世に送り出した功績は非常に大きい。主な門人にソフィヤ・グバイドゥーリナやアレクサンドル・ラスカトフ、ガマ・スクピンスキー、エミリアン・シヒキン、レオニード・ルボフスキー、セルゲイ・ザグニー、ツェレスティン・ドゥヴォイリンおよびモンゴルの作曲家サンサレグレルテフ・サンジグドルジがいる。
1975年までの作品は、タタールの民俗音楽に強烈に影響されており、《タタールの主題による交響組曲》や、ユリアン・シトコヴェツキーが演奏した《ヴァイオリン協奏曲》がその典型となっている。後年は交響曲とチェロ協奏曲、オラトリオ2つのほか、ピアノ曲や室内楽曲も手懸けた。その他《祝典序曲》や3つのピアノ協奏曲、ピアノのための《前奏曲集》やいくつかの劇付随音楽や歌曲を遺した。

## 文献
- Leman, Albert Semjonowitsch, in: G. Bernandt, A. Dolshanski. Sowetskije kompository. Kratki biografitscheski sprawotschnik. Moskau 1957, ss.332-333
- Leman, Albert Semjonowitsch, in: Muzykalnaja enziklopedija, hrsg. von Ju. V. Keldysh, Bd. 3, ss.223-224.